# Fuji Kyūkō
La Fuji Kyūkō (富士急?), comunemente nota come Fujikyū, è un'azienda giapponese con sede a Fujiyoshida, nella prefettura di Yamanashi. Opera nei settori dei trasporti, del turismo, del settore immobiliare e delle vendite principalmente nella prefettura di Yamanashi, nella prefettura di Shizuoka e nella prefettura di Kanagawa.
La società gestisce  il parco divertimenti Fuji-Q Highland e svolge numerose attività legate al turismo nella regione del Monte Fuji (hotel, centri ricreativi, campi da golf, negozi).

## Storia
La società è stata creata il 18 settembre 1926 con il nome Fuji Sanroku Denki Tetsudo (富士山麓電気鉄道?) e cambiò nome in Fuji Kyūkō il 30 maggio 1960.
In passato, la società gestiva attività di trasporto ferroviario, autobus e funivie, ma l'attività di autobus è stata scorporata con il lancio di Fuji-Q Mobility nell'ottobre 2020, l'attività ferroviaria è stata trasferita alla Fuji Sanroku Electric Railway a partire dall'aprile 2022, le funivie sono state trasferite alla Fuji Sanroku Electric Railway nel giugno 2023.

Primo stemma aziendale
Emblema aziendale di seconda generazione

## Trasporti

### Linee ferroviarie
L'azienda gestisce, attraverso l'affiliata Fuji Sanroku Electric Railway, un'unica linea.
- Linea Fujikyūkō (富士急行線?): Ōtsuki - Kawaguchiko (26,6 km, 18 stazioni)

Fujikyu è anche il principale azionista di Gakunan Electric Train (Linea Gakunan) e di Jukkokutoge (Funicolare Jukkokutōge). Gestisce anche la funivia Tenjōyama Kōen Kachikachiyama.
Fujikyū è gemellata con la compagnia svizzera Matterhorn-Gotthard-Bahn.

#### Materiale rotabile

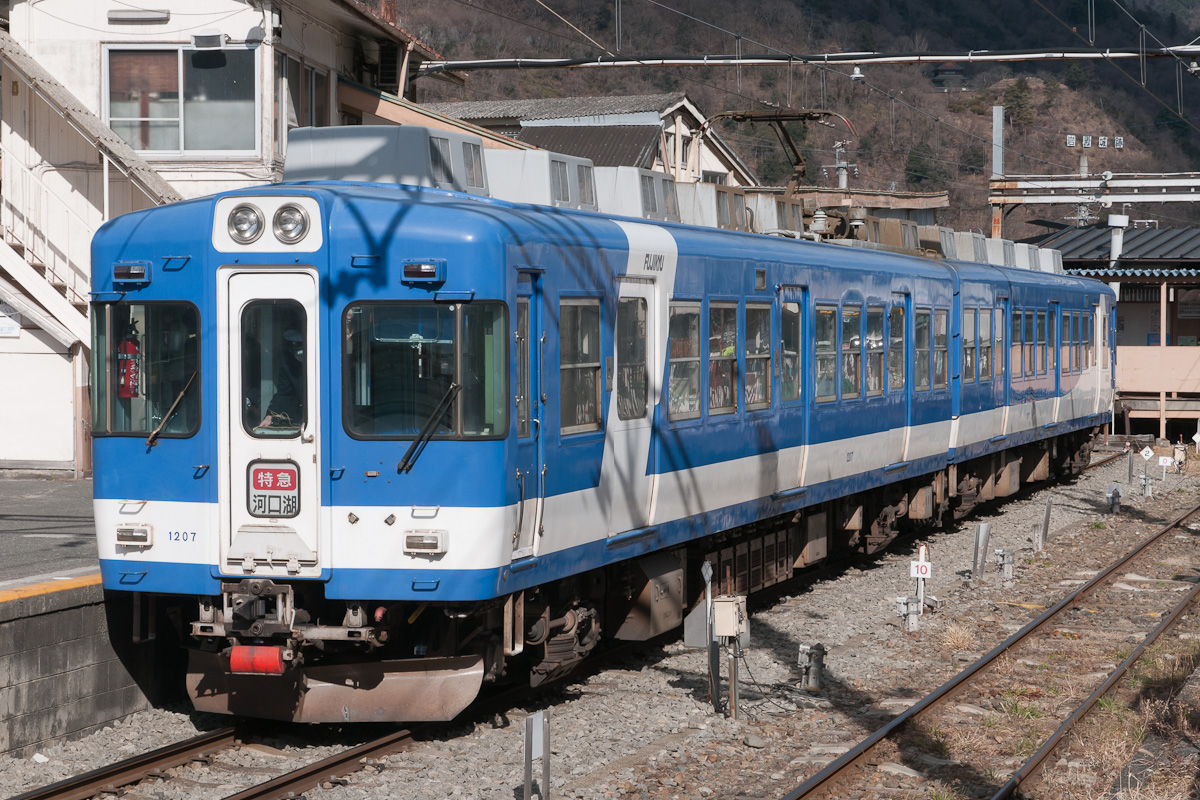
Serie 1000 (ex-Keio serie 5000)
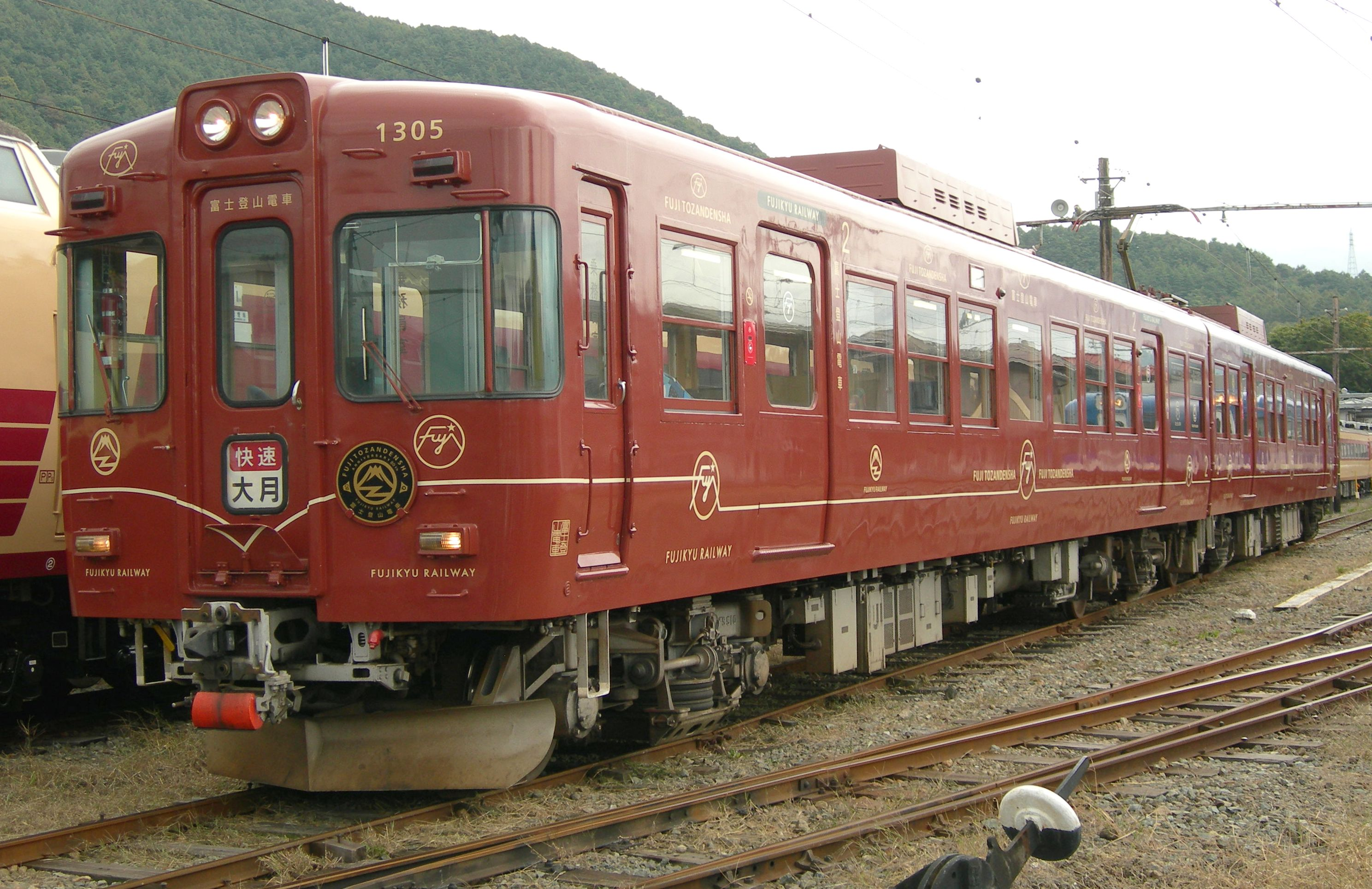
Serie 1200 (ex-Keio serie 5000)
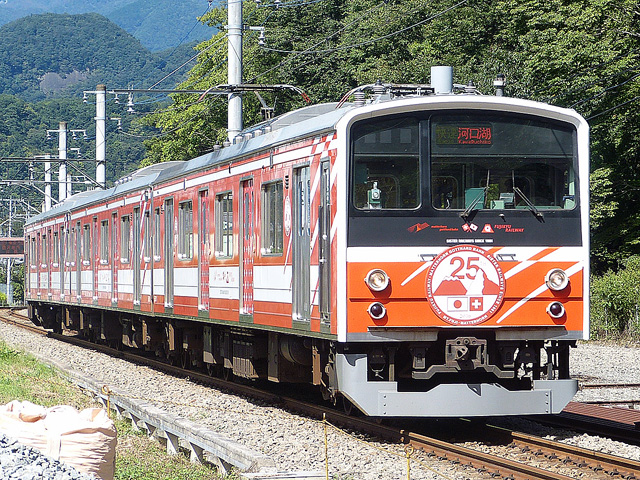
Serie 6000 (ex-JR East serie 205)
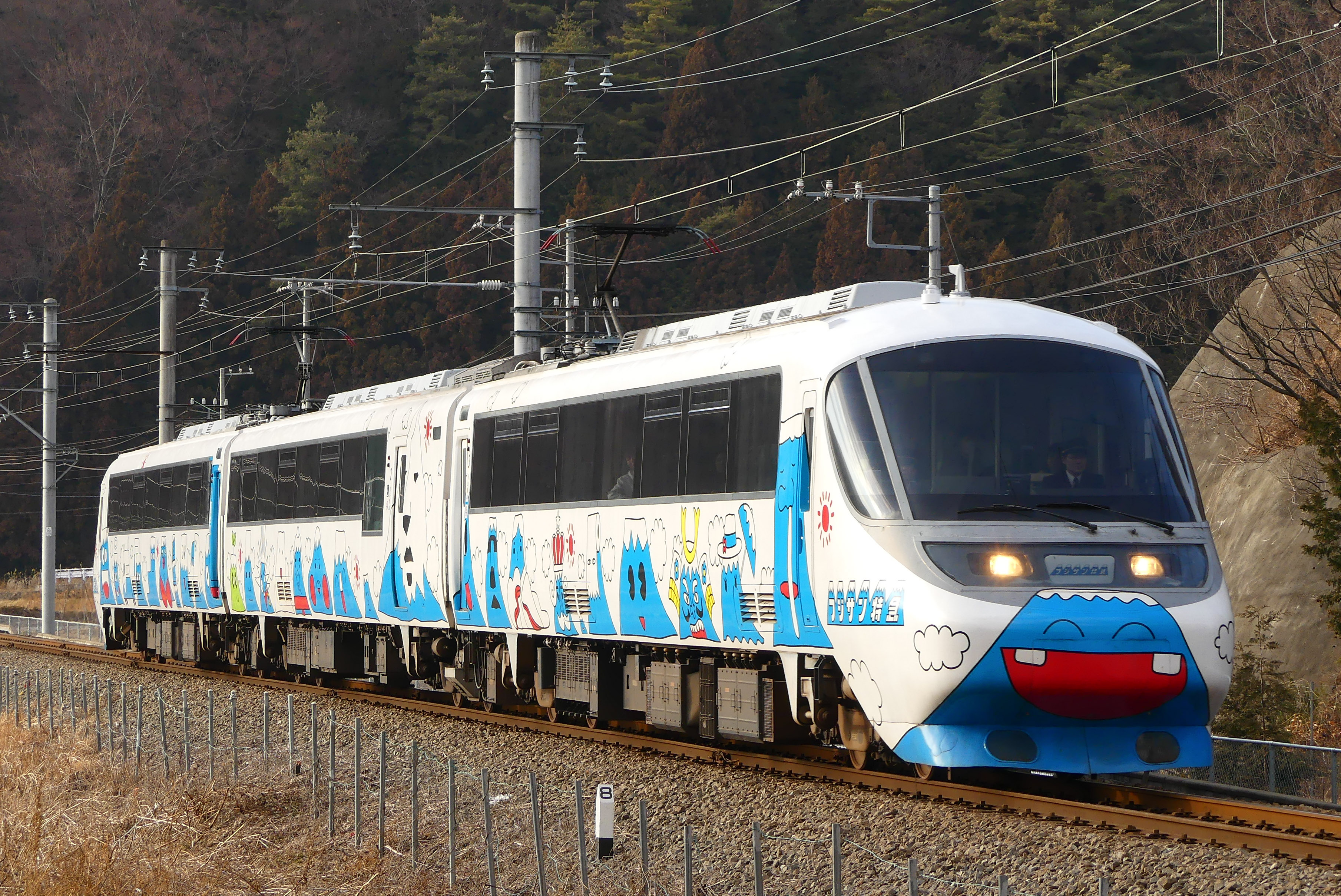
Serie 8000 (ex-Odakyū serie 20000)
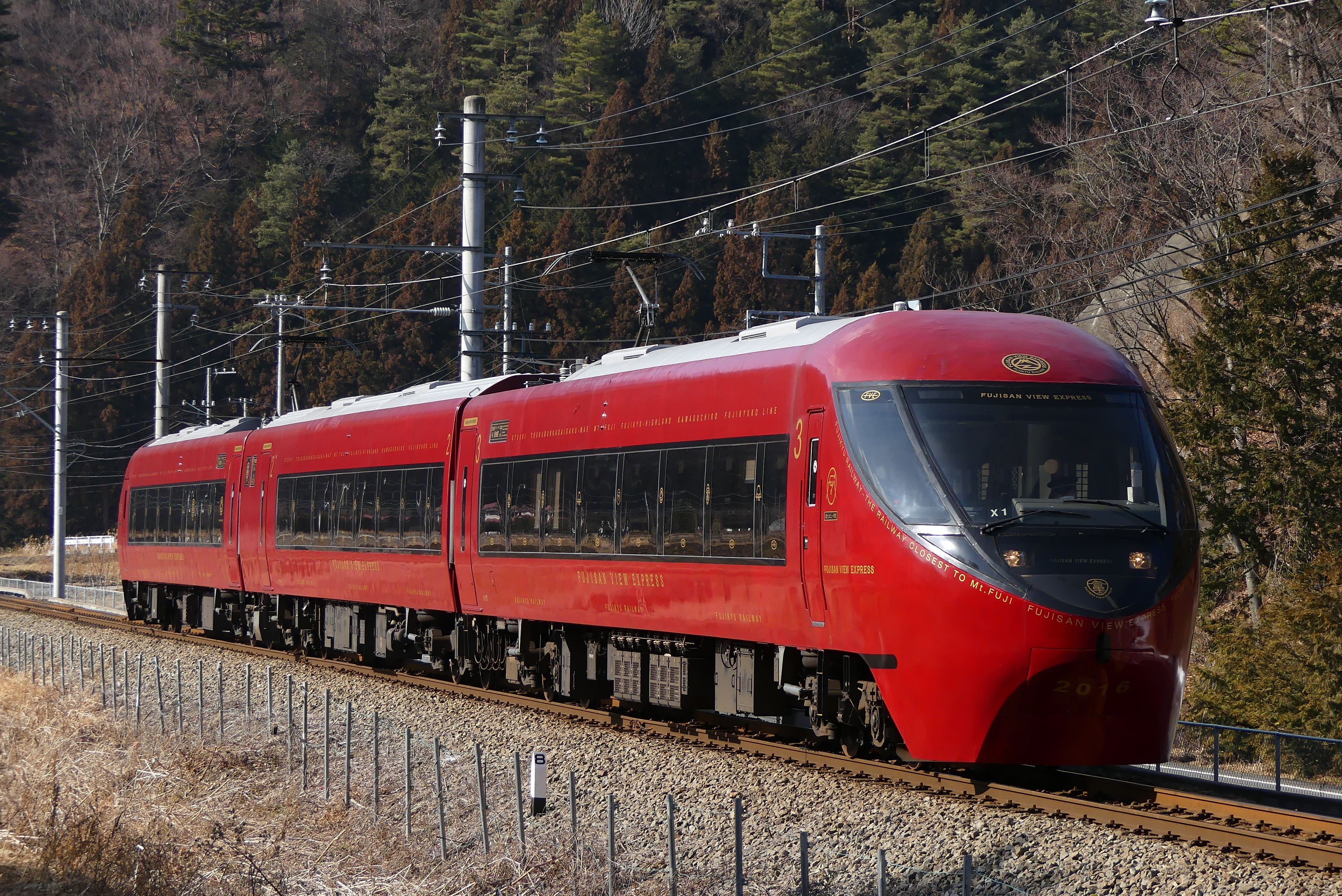
Serie 8500 (ex-JR Central serie 371)

### Autobus
L'attività degli autobus è gestita da società affiliate regionali:
- Fujikyū Mobility: servizio di autobus charter, espresso e regolare a Gotemba nella prefettura di Shizuoka
- Fujikyū Bus: servizio di autobus charter, espresso e regolare nella prefettura di Yamanashi
- Fujikyū Shizuoka Bus: servizio di autobus charter, espresso e regolare a Fujinomiya nella prefettura di Shizuoka
- Fujikyū Shōnan Bus: servizio di autobus charter, espresso e regolare a Shōnan della prefettura di Kanagawa
- Fujikyū City Bus: servizio di autobus charter, espresso e regolare a Numazu / Mishima nella prefettura di Shizuoka
- Fuji Express: servizio di autobus charter, espresso e regolare a Tokyo e Yokohama